# Musculus spinalis dorsi

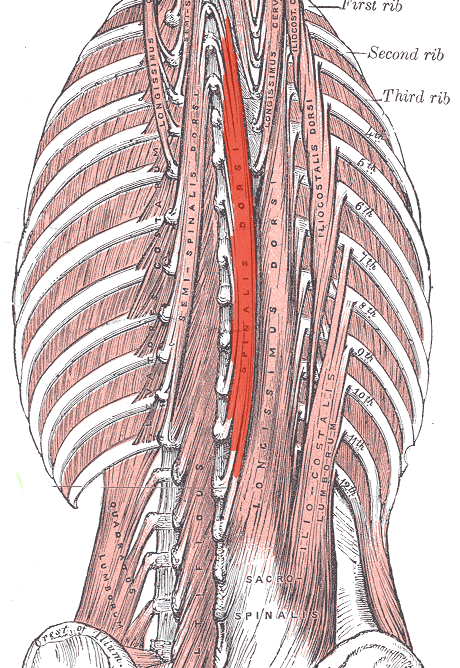
A hát mély izma (a vörös jelöli a spinalis dorsit)

A musculus spinalis dorsi egy hosszúkás izom az ember hátában.

## Eredés, tapadás, elhelyezkedés
A keresztcsontról (os sacrum), a crista iliacaról és az alsóbb hátcsigolyák valamint az ágyéki csigolyák processus spinosus vertebrae-ről ered. A III.-VIII hátcsigolya processus spinosus vertebrae-jén tapad.

## Funkció
Nyújtja a gerincet. Stabilizál, forgat.

## Beidegzés, vérellátás
A ramus posterior nervi spinalis idegzi be. Az aorta muscularis ágai látják vérrel.

## Külső hivatkozások
- Kép
- Kép, leírás